# (157064) Седона
(157064) Седона (англ. Sedona) — астероид в поясе астероидов, открытый в обсерватории Клеть 26 сентября 2003 года.
Назван в честь города Седона в штате Аризона.

Орбита астероида Седона и его положение в Солнечной системе